# Cisiec
Cisiec is een plaats in het Poolse district  Żywiecki, woiwodschap Silezië. De plaats maakt deel uit van de gemeente Węgierska Górka en telt 3200 inwoners. Van 1975 tot 1998 maakte Cisiec deel uit van het woiwodschap Bielsko-Biała.
Cisiec ligt in de vallei van de rivier de Soła, een zijrivier van de Wisła.

## Verkeer en vervoer
- Station Cisiec